# Сен-Реми-ан-Ролла
Сен-Реми́-ан-Ролла́ (фр. Saint-Rémy-en-Rollat) — коммуна во Франции, находится в регионе Овернь. Департамент коммуны — Алье. Входит в состав кантона Эскюроль. Округ коммуны — Виши.
Код INSEE коммуны — 03258.

## Население
Население коммуны на 2008 год составляло 1601 человек.
| 1962 | 1968 | 1975 | 1982 | 1990 | 1999 | 2008 |
| ---- | ---- | ---- | ---- | ---- | ---- | ---- |
| 930  | 985  | 1078 | 1265 | 1407 | 1455 | 1601 |

## Экономика
В 2007 году среди 1041 человека в трудоспособном возрасте (15—64 лет) 769 были экономически активными, 272 — неактивными (показатель активности — 73,9 %, в 1999 году было 69,1 %). Из 769 активных работали 715 человек (388 мужчин и 327 женщин), безработных было 54 (19 мужчин и 35 женщин). Среди 272 неактивных 77 человек были учениками или студентами, 109 — пенсионерами, 86 были неактивными по другим причинам.